# Richard O. Covey
Richard Oswalt Covey (* 1. August 1946 in Fayetteville, Bundesstaat Arkansas, USA) ist ein ehemaliger US-amerikanischer Astronaut. 
Covey erhielt 1968 einen Bachelor in Ingenieurwissenschaften mit einem Schwerpunkt in Raumfahrttechnik von der United States Air Force Academy und 1969 einen Master in Luft- und Raumfahrt von der Purdue University.
Als Mitglied der US Air Force war Covey von 1970 bis 1974 Kampfpilot und flog insgesamt 339 Kampfeinsätze in Vietnam. Zwischen 1975 und 1978 wurde er auf der Eglin Air Force Base in Florida als Testpilot eingesetzt. 

## Astronautentätigkeit
Im Januar 1978 wurde Covey von der NASA als Astronautenanwärter ausgewählt. Er war Pilot des T-38-Beobachtungsflugzeugs für den zweiten und dritten Space-Shuttle-Flug und Mitglied der Unterstützungsmannschaft für die Shuttle-Mission STS-5. Covey war außerdem Verbindungssprecher (CAPCOM) für die Shuttle-Missionen STS-5, STS-6, STS-61-B, STS-61-C und STS-51-L (das Challenger-Unglück). 1989 war er Mitglied des Space Flight Safety Panel der NASA. Neben anderen technischen Aufgaben im Astronautenbüro war er stellvertretender Leiter des Astronautenbüros und stellvertretender Direktor der Flight Crew Operations. 

### STS-51-I
Als Pilot der Raumfähre Discovery startete Covey am 27. August 1985 zu seinem ersten Flug ins All. Die fünfköpfige Besatzung brachte drei Kommunikationssatelliten in eine Umlaufbahn. Außerdem wurde ein mit der Mission STS-51-D ausgesetzter defekter Satellit eingefangen, repariert und wieder ausgesetzt. Dazu wurden zwei Weltraumausstiege von seinen Astronautenkollegen James van Hoften und William Fisher durchgeführt.

### STS-26
Am 29. September 1988 startete Covey als Pilot der Discovery erneut ins All. Nach einer Unterbrechung von über zweieinhalb Jahren, verursacht durch die Challenger-Katastrophe, wurde das Shuttle-Programm mit dieser Mission wieder aufgenommen. Neben der Durchführung einer Vielzahl von Experimenten aller Art setzte die Mission den Kommunikationssatelliten TDRS-3 aus. Die Landung erfolgte planmäßig in Edwards Air Force Base, Kalifornien.

### STS-38
Als Kommandant der Raumfähre Atlantis startete Covey am 15. November 1990 zur Mission STS-38 im Auftrag des US-Verteidigungsministeriums. Als Nutzlast wurde ein militärischer Spionagesatellit ausgesetzt.

### STS-61
Covey flog am 2. Dezember 1993 als Kommandant der Raumfähre Endeavour zum vierten Mal ins All. Es war die erste Reparaturmission des Hubble-Weltraumteleskops (HST). Der Hauptspiegel des dreieinhalb Jahre zuvor gestarteten Observatoriums war fehlerhaft, was zu unscharfen Bildern führte. Fünf Außenbordarbeiten (EVAs) und vier Astronauten waren erforderlich, um das Korrekturinstrument COSTAR und die WF/PC-II-Kamera zu installieren. Ferner wurden die Solarpaneele zur Stromversorgung des HST ersetzt.

## Nach der NASA
1994 schied Covey aus der NASA und der Air Force aus. Nach der Columbia-Katastrophe leitete er zusammen mit dem pensionierten Air-Force-Generalleutnant und früheren Astronauten Tom Stafford die Stafford-Covey-Kommission, die sich mit der Wiederaufnahme der Space-Shuttle-Flüge befasste. 
Ab Januar 1998 war Covey stellvertretender Programmdirektor bei Boeing und ab Februar 2006 stellvertretender Geschäftsführer und Leiter des operativen Geschäftsbereichs von United Space Alliance (USA). Zum 28. September 2007 übernahm er dann den Posten des Präsidenten und Geschäftsführers bei United Space Alliance von Michael McCulley, sein bisheriger Posten wurde von Daniel Brandenstein übernommen. Am 26. März 2010 trat Covey als Präsident und Geschäftsführer zurück.

## Privates
Richard Covey ist verheiratet und hat zwei Kinder.